# Société allemande de sauvetage
 (juin 2023).
La mise en forme du texte ne suit pas les recommandations de Wikipédia : il faut le « wikifier ».
Les points d'amélioration suivants sont les cas les plus fréquents. Le détail des points à revoir est peut-être précisé sur la page de discussion.
- Les titres sont pré-formatés par le logiciel. Ils ne sont ni en capitales, ni en gras.
- Le texte ne doit pas être écrit en capitales (les noms de famille non plus), ni en gras, ni en italique, ni en « petit »…
- Le gras n'est utilisé que pour surligner le titre de l'article dans l'introduction, une seule fois.
- L'italique est rarement utilisé : mots en langue étrangère, titres d'œuvres, noms de bateaux, etc.
- Les citations ne sont pas en italique mais en corps de texte normal. Elles sont entourées par des guillemets français : « et ».
- Les listes à puces sont à éviter, des paragraphes rédigés étant largement préférés. Les tableaux sont à réserver à la présentation de données structurées (résultats, etc.).
- Les appels de note de bas de page (petits chiffres en exposant, introduits par l'outil «  Source ») sont à placer entre la fin de phrase et le point final[comme ça].
- Les liens internes (vers d'autres articles de Wikipédia) sont à choisir avec parcimonie. Créez des liens vers des articles approfondissant le sujet. Les termes génériques sans rapport avec le sujet sont à éviter, ainsi que les répétitions de liens vers un même terme.
- Les liens externes sont à placer uniquement dans une section « Liens externes », à la fin de l'article. Ces liens sont à choisir avec parcimonie suivant les règles définies. Si un lien sert de source à l'article, son insertion dans le texte est à faire par les notes de bas de page.
- La présentation des références doit suivre les conventions bibliographiques. Il est recommandé d'utiliser les modèles {{Ouvrage}}, {{Chapitre}}, {{Article}}, {{Lien web}} et/ou {{Bibliographie}}. Le mode d'édition visuel peut mettre en forme automatiquement les références.
- Insérer une infobox (cadre d'informations à droite) n'est pas obligatoire pour parachever la mise en page.

Pour une aide détaillée, merci de consulter Aide:Wikification.
Si vous pensez que ces points ont été résolus, vous pouvez retirer ce bandeau et améliorer la mise en forme d'un autre article.

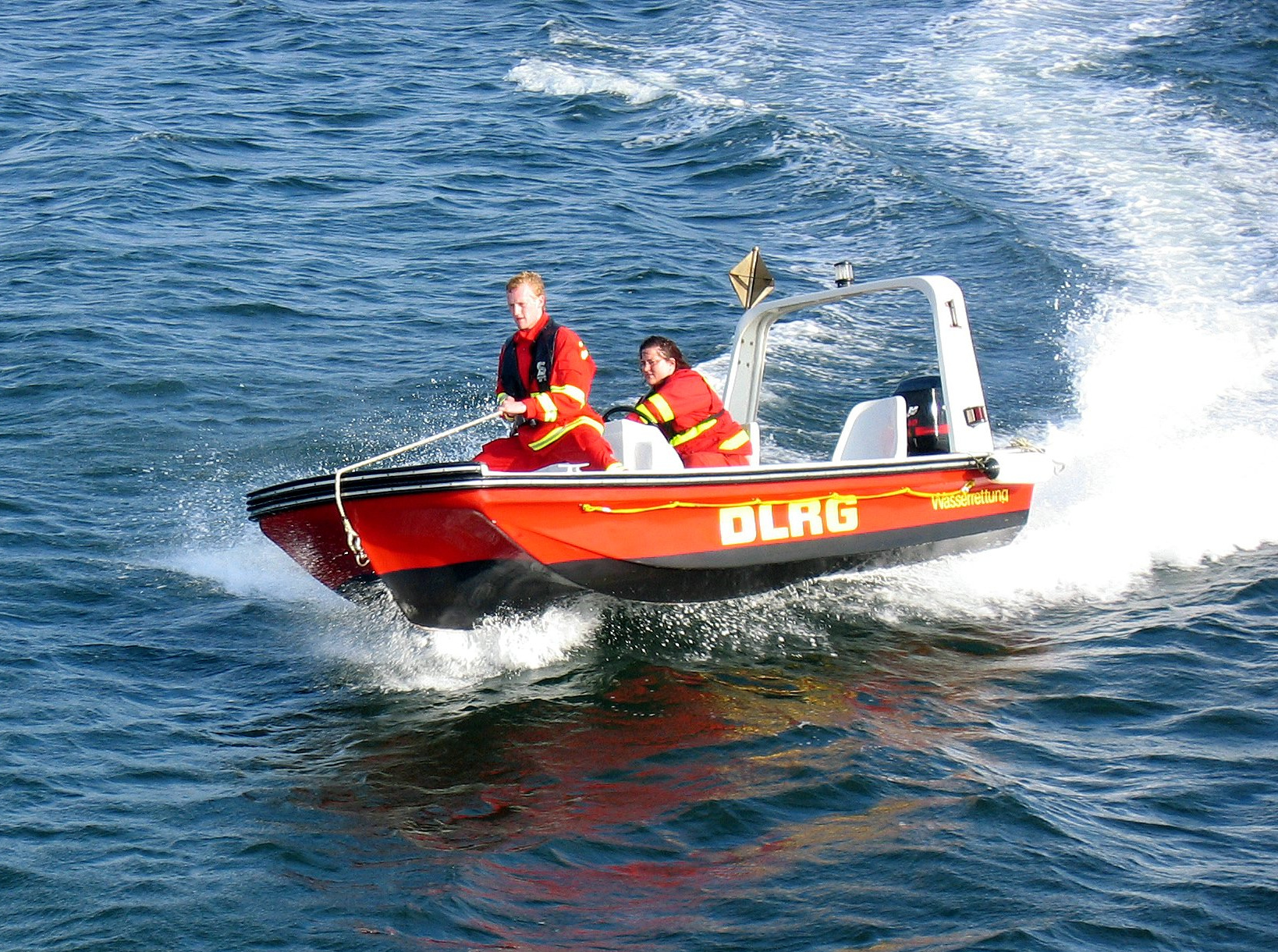
Bateau de sauvetage de la DLRG

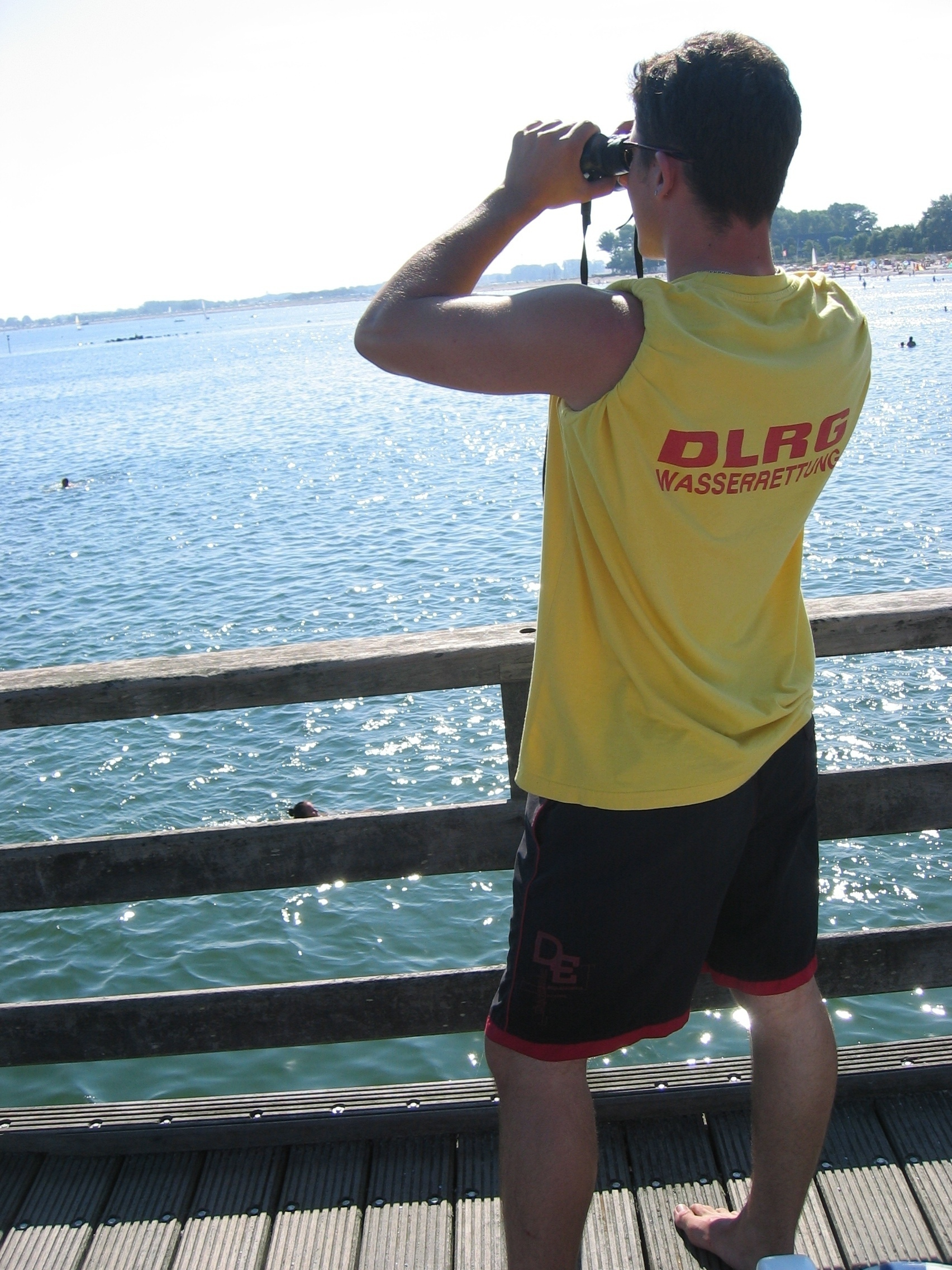
Un sauveteur / maître nageur allemand

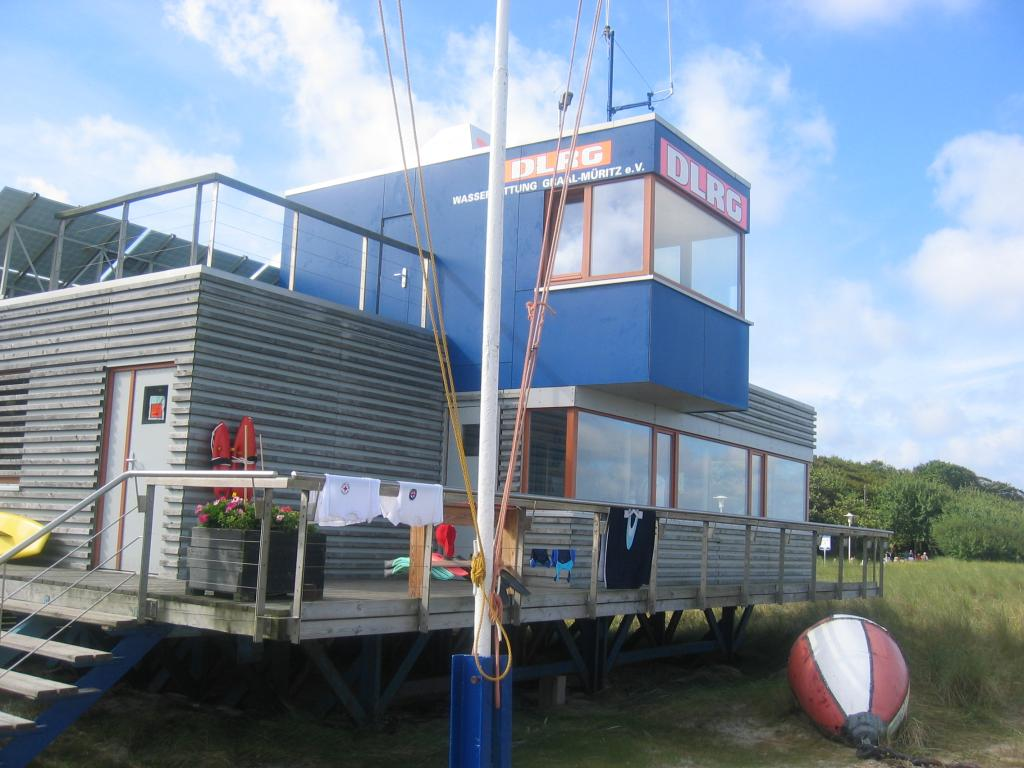
Une base de sauvetage de la DLRG

La société allemande de sauvetage, (allemand : Deutsche Lebens-Rettungs-Gesellschaft ou DLRG ) est une organisation de sauvetage ayant pour objectif de sauver le maximum de vies en Allemagne. Le DLRG est la plus grande organisation bénévole de secours au monde.
Avec environ 560 000 membres, organisés en presque 2 100 groupes locaux, le DLRG est la plus grande organisation bénévole de sauvetage aquatique au monde. Plus d'un million de donateurs réguliers soutiennent le travail de la DLRG.

## Tâches
L'objectif le plus pressant de la DLRG est la création et la promotion de toutes les activités de lutte contre la noyade. Les tâches annexes sont :
- Enseigner la natation et l'auto-sauvetage au public
- Éduquer les gens sur les dangers de la baignade et comment les éviter
- Enseigner et entraîner la natation de sauvetage
- Formation de base et avancée en secourisme
- Aide et support technique de sécurité pour les activités liées à l'eau
- Fournir des sauveteurs dans les lieux publics
- Effectuer des exercices liés au sauvetage et des compétitions de sports nautiques
- Protection de l'environnement sur, sur et dans les eaux.
- Coopération avec la protection civile allemande, notamment en cas d'inondations.
- Unités d'intervention internationales
- Opérations internationales (les sauveteurs en Espagne sont souvent formés par des membres du DLRG)

## Qualifications
La DLRG s'occupe de former les nouveaux membres intéressés et fait d'eux des personnels techniques qualifiés dans les domaines suivants :
- Natation
- Premiers secours / Premiers secours avancés
- Navigation
- Sauvetage de Plongée
- Sauvetage en eau vive
- Systèmes de radio et de communication